# جيمس غروين
جيمس غروين (بالإنجليزية: James Gruen)‏ هو كاتب سيناريو ومخرج أمريكي، ولد في 8 مارس 1894، وتوفي في 19 مارس 1967.

## وصلات خارجية
- جيمس غروين على موقع IMDb (الإنجليزية)
- جيمس غروين على موقع أول موفي (الإنجليزية)
- جيمس غروين على موقع قاعدة بيانات الأفلام السويدية (السويدية)
- جيمس غروين على موقع قاعدة بيانات الفيلم (الإنجليزية)
- جيمس غروين على موقع كينوبويسك (الروسية)